# Luthereiche (Eilenburg)

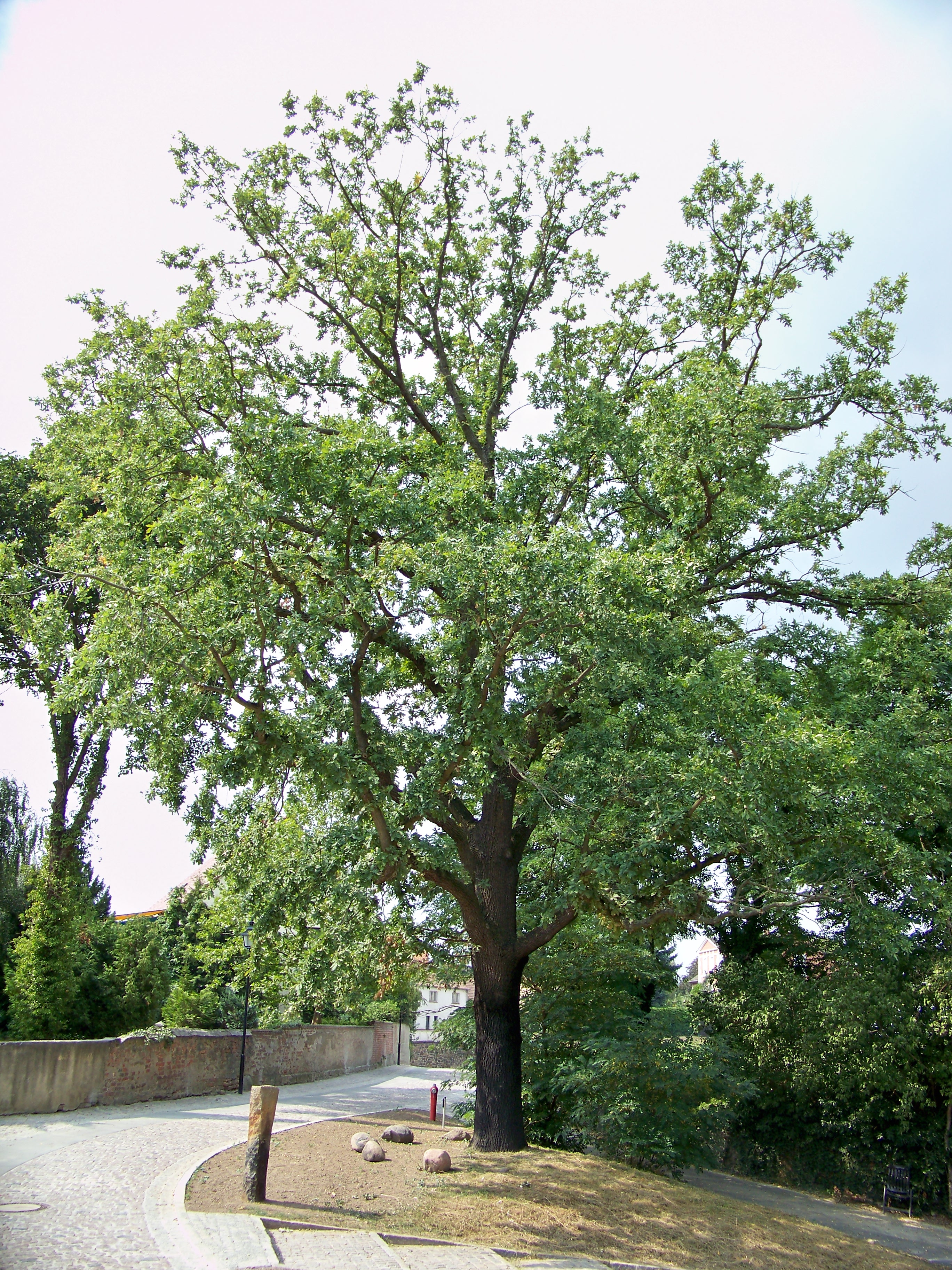
Die Eilenburger Luthereiche am Schlossberg (2013)

Die Luthereiche in Eilenburg ist ein eingetragenes Naturdenkmal in der Liste des sächsischen Landesamtes für Umwelt, Landwirtschaft und Geologie. Der Baum, nach seiner Art eine Stieleiche (Quercus robur), steht in der Straße Schloßberg neben der Marienkirche und vor dem Tor zur Burg Eilenburg.

## Geschichte
Die Eilenburger Luthereiche wurde während des Ersten Weltkrieges am 31. Oktober 1917 anlässlich des 400. Reformationsjubiläums zu Ehren von Martin Luther in unmittelbarer Nähe zur Marienkirche gepflanzt. Luther predigte mehrfach in dieser Kirche und hielt sich auf dem benachbarten Schloss Eilenburg auf. Die Pflanzung des aus Friedrichsruh stammenden Eichbaums wurde von einem Volksfest begleitet. Nach einem Gottesdienst und dem Konzert einer Militärkapelle folgte ein Festumzug vom Marktplatz zum Schlossberg, an dem Vertreter des Offizierskorps, der Militärvereine, kirchlicher Behörden, des Evangelischen Bundes und der städtischen Schulen teilnahmen. Beim Festakt an der Marienkirche hielten der Bürgermeister Alfred Belian sowie Superintendent Wilhelm Büchting Reden. Büchtungs Rede schloss mit den Worten:
Möge er heranwachsen zu einem Wahrzeichen für uns und künftige Geschlechter, daß Luthers Erbe in Eilenburg allezeit im evangelischen Glauben und deutsch-protestantischen Geist erhalten bleibe! Luther, wir rufen dich im Weltkriege! Das walte Gott!
Die Eiche ging jedoch nach kurzer Zeit ein, wie auch weitere Ersatzpflanzungen. 1924 unternahm August Rink, Oberpostsekretär im Ruhestand und Kirchenältester der Marienkirchgemeinde, einen neuerlichen Versuch, am Standort eine Eiche zu pflanzen. Dieser Baum stammte von Gut Paulsfelde (heute zur Gemeinde Rokietnica) bei Posen, einem Landesteil, der durch die Niederlage im Weltkrieg von Deutschland abgetreten werden musste. Bevor der Setzling 1924 als Luthereiche gepflanzt wurde, wuchs er zehn Jahre auf dem Grundstück Schlossberg 4 in unmittelbarer Nähe. Dieser Baum entwickelte sich gut. Eine Tafel, die 1992 zum Gedenken an die Pflanzung der Luthereiche angebracht wurde, ist entwendet worden. Die Unterschutzstellung der Luthereiche als Naturdenkmal erfolgte 2001. Der Baum weist heute schwere Schäden im Bereich des Stammes auf.

Festakt zur Pflanzung der ersten Luthereiche am 31. Oktober 1917
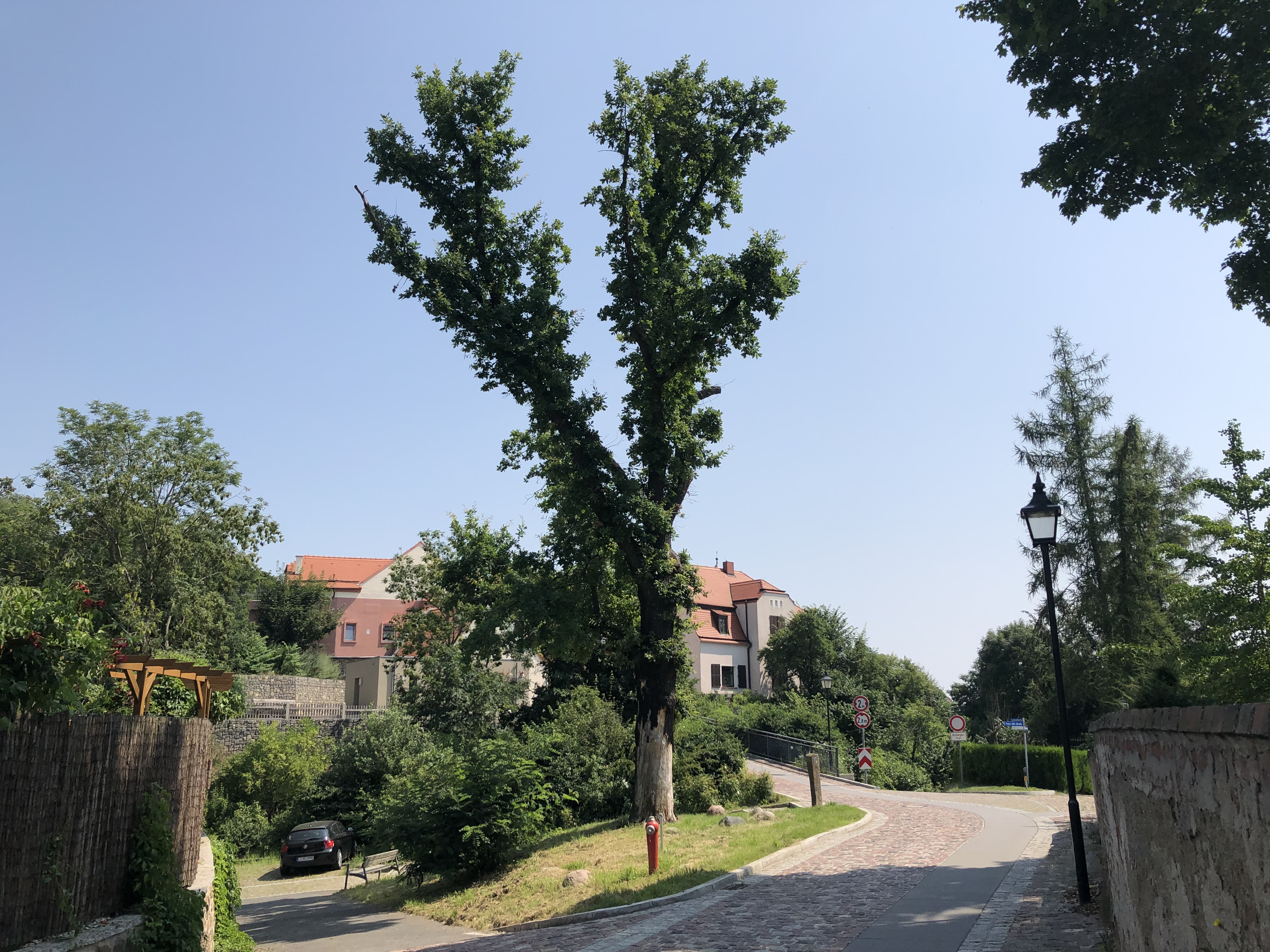
Die sichtbar geschädigte Luthereiche von Westen …
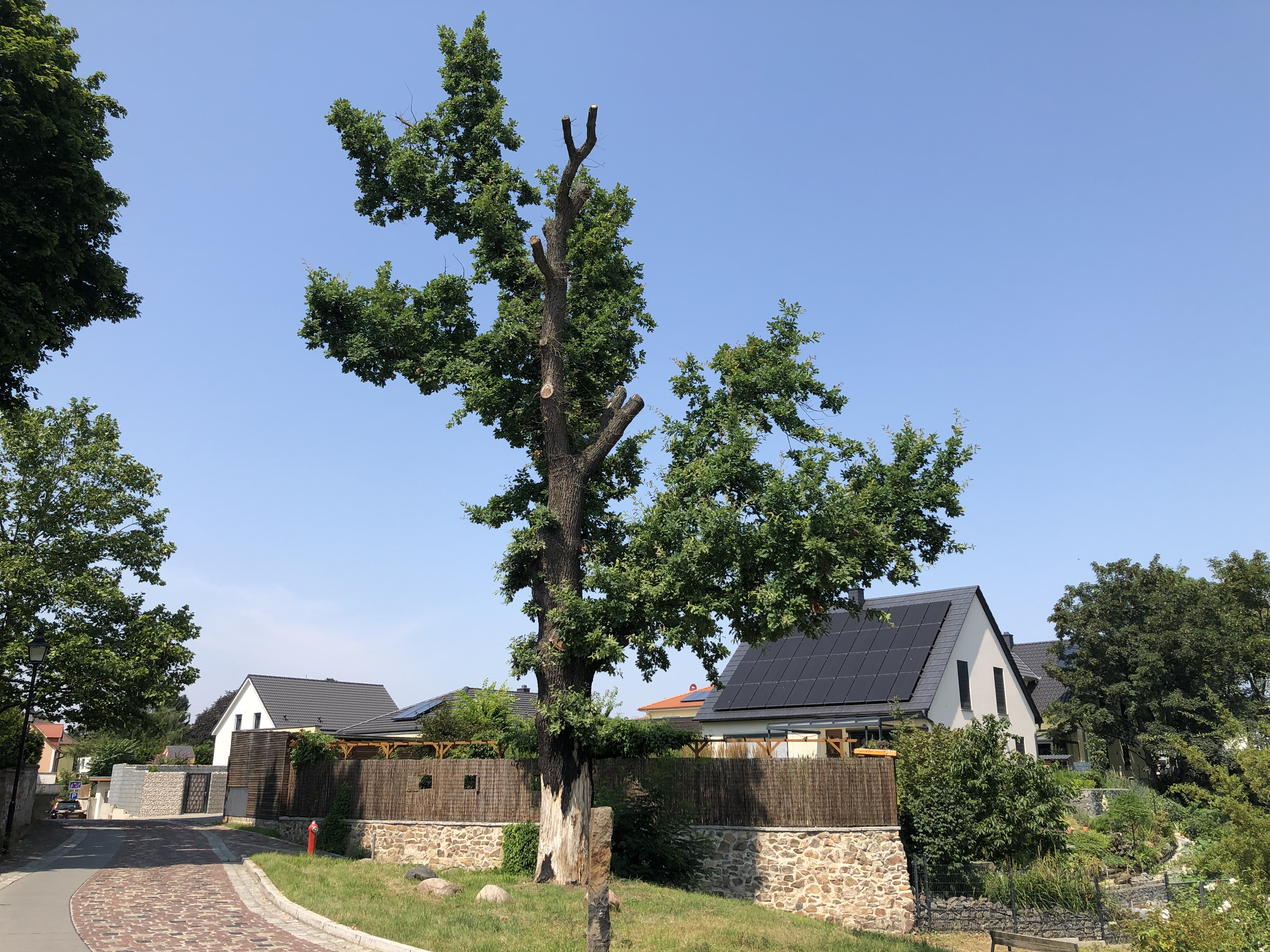
… und von Osten (2021)
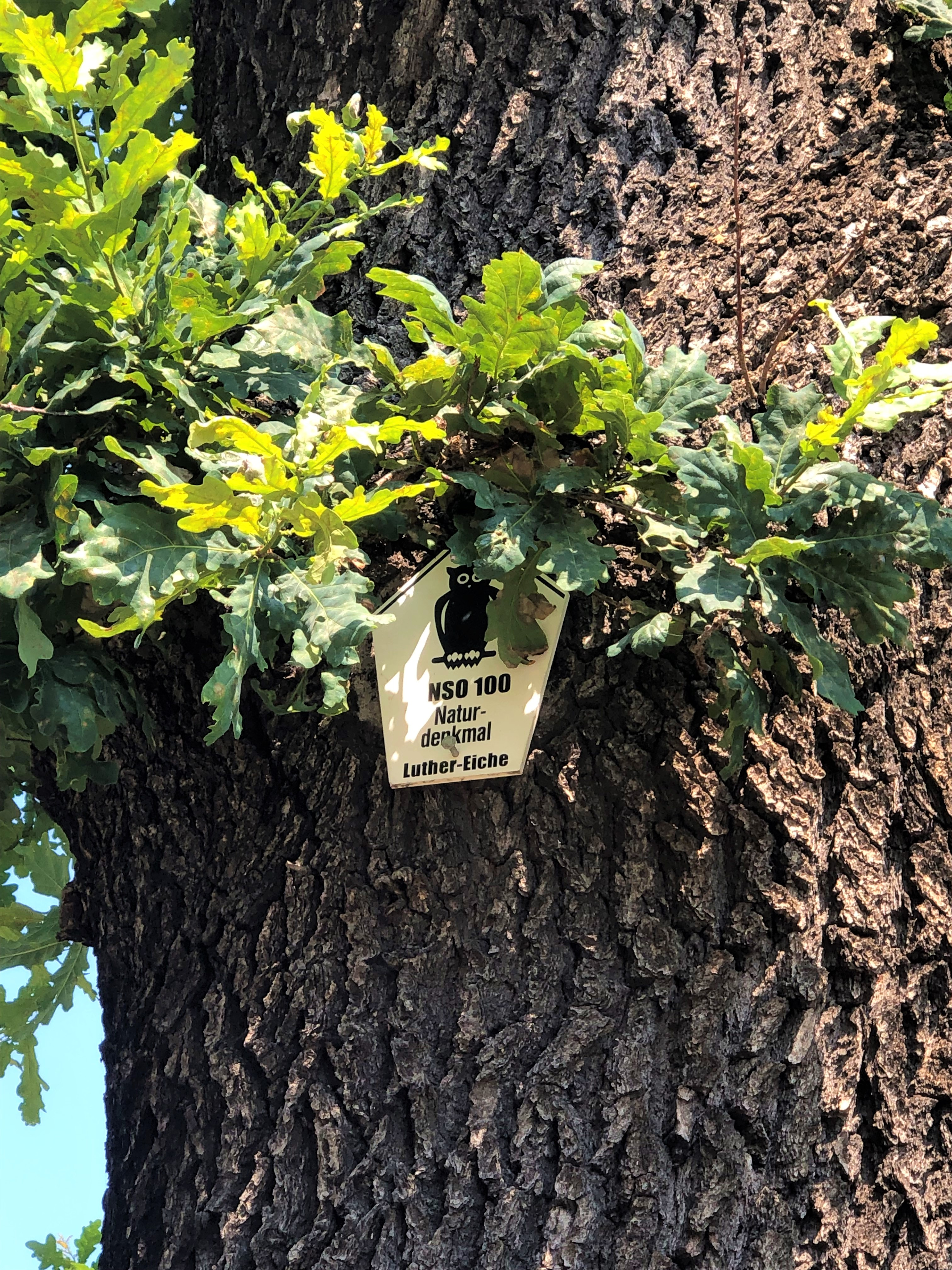
Hinweis auf das Naturdenkmal „Luther-Eiche“ (2021)

## Anmerkung
1. ↑  Welcher Ort gemeint ist, ist bei derzeitiger Quellenlage unsicher. Siehe Friedrichsruh (Begriffsklärung).